# Trendelberg

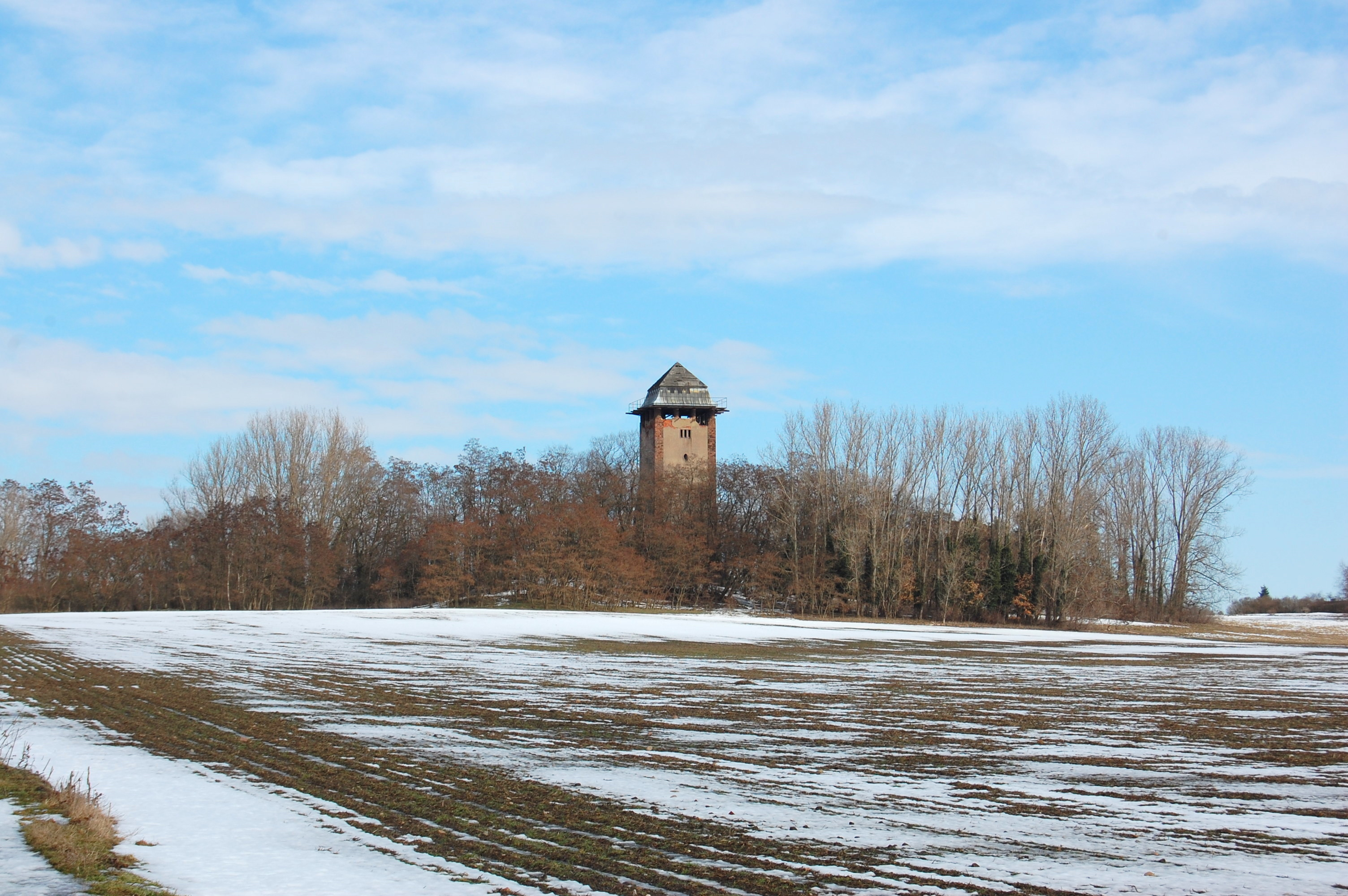
Trendelberg aus südlicher Richtung

Der Trendelberg ist eine kleine Erhebung nördlich der Stadt Haldensleben in Sachsen-Anhalt.
Der Berg erreicht eine Höhe von 76,6 Metern. Gemeinsam mit den nordwestlich gelegenen Detzelschen Bergen bildet er einen kleinen Höhenzug, der die östliche Begrenzung des Tals der Ohre bildet. Nahe seinem Gipfel entstand im Jahr 1910 der Wasserturm auf dem Trendelberg. Im Bereich um den Wasserturm befindet sich ein kleines Gehölz. Am Fuße des Berges entstand im Jahr 1811 der jüdische Friedhof der Stadt.
Südwestlich des Berges führt die Straße von Haldensleben nach Satuelle, östlich die Straße von Haldensleben in Richtung Salzwedel entlang. Nördlich des Trendelberges erstrecken sich die weitläufigen Waldgebiete der Colbitz-Letzlinger Heide.
In den 1930er bis 1940er Jahren wurde das Gelände am Wasserturm unter anderem mit dem SG 38 zur Segel- bzw. Gleitflugausbildung genutzt.
Koordinaten: 52° 18′ N, 11° 25′ O